# دانيال أبوت
دانيال أبوت (بالإنجليزية: Daniel Abbott) هو سياسي أمريكي، ولد في 25 أبريل 1682 في بروفيدنس في الولايات المتحدة، وتوفي بنفس المكان في 7 نوفمبر 1760.